# Eurypon topsenti
Eurypon topsenti är en svampdjursart som beskrevs av Gustavo Pulitzer-Finali 1983. Eurypon topsenti ingår i släktet Eurypon och familjen Raspailiidae. Inga underarter finns listade i Catalogue of Life.